# Commonwealth Bank Classic
A Commonwealth Bank Classic, igualmente chamada Commonwealth Bank Ciclo Classic ou Race Bank, é uma corrida de ciclismo em estrada por etapas masculinas, disputada na Austrália de 1982 a 2000. Estava organizada por Phill Bates, presidente da Comissão pista australiana e membro da junta directiva da Cycling Australia, membro da comissão pista do UCI, e a sua sociedade, Phill Bates Sports Promotions, que tinha organizado igualmente, entre demais, a Volta de Snowy, das provas da copa do mundo em estrada feminina em Canberra. Compunha-se de uma quinzena de etapas. Isto era uma ocasião para os jovens corredores australianos de correr e de aprender aos lados de corredores internacionais. Entre eles, Jan Ullrich, então recente campeão do mundo aficionado e futuro vencedor do Tour de France, se impôs em 1993.

## Palmarés
- 1982.[3]:  Steve Lawrence
- 1983.[4]:  Gary Trowell
- 1984.[5]:  Roy Knickman
- 1985.[6]:  Eddy Schurer
- 1986.[7]:  Andrew Logan
- 1987.[8]:  Kjetil Kristiansen
- 1988.[9]:  Marek Kulas
- 1989.[10]:  Matt Bazzano
- 1990.[11]:  Vladimir Golushko
- 1991.[12]:  Thomas Liese
- 1992.[13]:  Mike Weissmann
- 1993.[14]:  Jan Ullrich
- 1994.[15]:  Jens Voigt
- 1995.[16]:  John Tanner
- 1996.[17]:  Nick Gates
- 1997.[18]:  Andrei Kivilev
- 1998.[19]:  Cezary Zamana
- 1999.[20]:  Gorazd Stangelj
- 2000.[21]:  Dariusz Wojciechowski